# فرديناند والتر
فرديناند والتر (بالألمانية: Ferdinand Walter)‏ هو مؤرخ قانوني ‏ وسياسي ألماني، ولد في 30 نوفمبر 1794 في فتسلار في ألمانيا، وتوفي في 13 ديسمبر 1879 في بون في ألمانيا. انتخب member of the House of Lords of Prussia ‏.